# Guido Bontempi
Guido Bontempi, född 12 januari 1960 i Gussago, Brescia, Lombardiet, är en italiensk före detta professionell tävlingscyklist. Han började sin karriär 1981 i Inoxpran och avslutade den 1995 i Gewiss-Ballan.
Guido Bontempi vann vårklassikern Gent-Wevelgem två gånger, 1984 och 1986, och vann 16 etapper på Giro d'Italia under sin karriär. Han vann även sex etapper på Tour de France och fyra etapper på Vuelta a España. Bontempi vann inledningen av Tour de France 1988 och fick därmed bära den gula ledartröjan under en etapp. Han vann poängtävlingen, maglia ciclamino, i Giro d'Italia 1986 och bar den rosa ledartröjan, maglia rosa, under en etapp på Giro d'Italia 1981.

## Meriter
| 1981 Vinnare av etapp 1a i Giro d'Italia Vinnare av etapperna 1 och 3 i Vuelta a España Vinnare av etapp 1 i Ruota d'Oro 1982 Vinnare av Giro del Friuli Vinnare av etapp 14 i Giro d'Italia Vinnare av etapp 1 i Giro di Puglia 10:a i Trofeo Baracchi med Bruno Leali 1983 Vinnare av Giro del Piemonte Vinnare av etapperna 2 och 8 i Giro d'Italia Vinnare av etapp 1 i Tirreno-Adriatico Vinnare av etapp 1 och 5 i Baskien runt Vinnare av etapp 1 i Giro di Puglia Vinnare av etapp 1 i Ruota d'Oro Vinnare av etapp 1 i Giro di Sardegna 2:a i Milano–Sanremo 4:a i Sassari–Cagliari 1984 Vinnare av Gent-Wevelgem Vinnare av prologen i Tirreno-Adriatico Vinnare av etapp 21 i Giro d'Italia Vinnare av etapp 3 i Giro di Puglia Vinnare av etapp 1 i Ruota d'Oro 2:a i Milano–Torino 1985 Vinnare av etapp 2 i Giro del Trentino Vinnare av etapp 5 i Danmark Rundt Vinnare av etapperna 2 och 4 i Ruota d'Oro | 1986 Vinnare av Gent-Wevelgem Vinnare av Giro della Provincia di Reggio Calabria Vinnare av Paris-Bryssel Vinnare av Tre Valli Varesine Giro d'Italia Vinnare av poängtävlingen Vinnare av etapperna 7, 10, 11, 17 och 20 Vinnare av etapperna 6, 22 och 23 i Tour de France Vinnare av Coppa Placci 1987 Vinnare av Coppa Bernocchi Vinnare av Giro del Friuli Vinnare av etapp 12 i Giro d'Italia Vinnare totalt av Giro di Puglia Vinnare av etapperna 1 och 2 Vinnare av etapp 1 i Settimana Internazionale Coppi e Bartali 3:a i Milano–Sanremo 6:a i Trofeo Matteotti 9:a i Tre Valli Varesine 1988 Vinnare av Coppa Bernocchi Vinnare av E3 Prijs Vlaanderen Vinnare av Giro del Friuli Vinnare av etapperna 2 och 5 i Giro d'Italia Vinnare av Prologen i Tour de France Vinnare av etapperna 1 och 5 i Settimana Internazionale Coppi e Bartali 2:a i Tre Valli Varesine 1989 9:a i Paris-Tours 10:a i Grand Prix Pino Cerami | 1990 Vinnare av etapp 1b i Setmana Catalana de Ciclisme Vinnare av etapp 19 i Tour de France Vinnare av etapperna 1a och 2 i Volta a la Comunitat Valenciana Vinnare av poängtävlingen 10:a i Milano–Vignola 1991 Vinnare av Tre Valli Varesine Vinnare av etapp 2 i Tour de Luxembourg Vinnare av etapperna 10 och 15 i Vuelta a España Vinnare totalt av Giro di Puglia Vinnare av etapp 1 Vinnare av etapp 1b i Setmana Catalana de Ciclisme 4:a totalt i Driedaagse van De Panne-Koksijde 1992 Vinnare av etapperna 7 och 9 i Giro d'Italia Vinnare av etapp 5 i Tour de France 4:a i Züri Metzgete 8:a i Amstel Gold Race 1993 Vinnare av etapp 1 i Giro del Trentino Vinnare av etapp 6 i Giro d'Italia Vinnare av etapp 3 i Volta a la Comunitat Valenciana 1994 4:a totalt i Driedaagse van De Panne-Koksijde 5:a totalt i Vuelta Ciclista a la Comunidad Valenciana 7:a i Ronde van Vlaanderen 1995 9:a totalt i Driedaagse van De Panne-Koksijde |